# Jälnan
Jälnan är en sjö i Norrtälje kommun och Vallentuna kommun i Uppland och ingår i Norrtäljeåns huvudavrinningsområde. Sjön har en area på 0,386 kvadratkilometer och ligger 14 meter över havet. Sjön avvattnas av vattendraget Vretaån.

## Delavrinningsområde
Jälnan ingår i det delavrinningsområde (661921-164364) som SMHI kallar för Utloppet av Jälnan. Medelhöjden är 45 meter över havet och ytan är 29,54 kvadratkilometer. Det finns inga avrinningsområden uppströms utan avrinningsområdet är högsta punkten. Vretaån som avvattnar avrinningsområdet har biflödesordning 2, vilket innebär att vattnet flödar genom totalt 2 vattendrag innan det når havet efter 25 kilometer. Avrinningsområdet består mestadels av skog (80 procent) och jordbruk (12 procent). Avrinningsområdet har 0,37 kvadratkilometer vattenytor vilket ger det en sjöprocent på 1,3 procent.